# Bed & Breakfast (MAX)
Bed & Breakfast is een Nederlands televisieprogramma van Omroep MAX. In het programma gaan drie eigenaren van een Bed & Breakfast bij elkaar logeren en beoordelen elkaars overnachtingsmogelijkheden. Aan het eind van de aflevering geven ze een bedrag in geld dat zij het verblijf waard vinden, waarna de B&B die het hoogste percentage van de gevraagde kamerprijs krijgt wint.

## Format
Drie eigenaren van een Bed & Breakfast overnachten bij elkaars B&B. Ook hebben ze bij elke B&B een uitje. Na de overnachting leveren ze de enveloppen met het geld in. Ook is er dan gelegenheid tot feedback. Na het laatste adres worden de enveloppen geopend. De B&B met het hoogste percentage geld in verhouding tot de vraagprijs wint.